# Жамбил (Карасуський район)
Жамби́л (каз. Жамбыл) — село у складі Карасуського району Костанайської області Казахстану. Адміністративний центр Жамбильського сільського округу.
Населення — 513 осіб (2021; 568 у 2009, 555 у 1999, 1210 у 1989).